# Cantone di Vaour
Il Cantone di Vaour era una divisione amministrativa dell'arrondissement di Albi.
È stato soppresso a seguito della riforma complessiva dei cantoni del 2014, che è entrata in vigore con le elezioni dipartimentali del 2015.
Comprendeva i comuni di:
- Itzac
- Marnaves
- Milhars
- Montrosier
- Penne
- Le Riols
- Roussayrolles
- Saint-Michel-de-Vax
- Vaour